# Al-Amka
Al-Amka (arab. عمقا) – nieistniejąca już arabska wieś, która była położona w Dystrykcie Akki w Mandacie Palestyny. Wieś została wyludniona i zniszczona podczas I wojny izraelsko-arabskiej, po ataku Sił Obronnych Izraela 10 lipca 1948.

## Położenie
Al-Amka leżała na granicy nadmorskiej równiny ze wzgórzami Zachodniej Galilei. Według danych z 1945 do wsi należały ziemie o powierzchni 606,8 ha. We wsi mieszkało wówczas 1240 osób.
| Własność gruntów | Powierzchnia gruntów [ha] |
| ---------------- | ------------------------- |
| Arabowie         | 606,0                     |
| Żydzi            | 0                         |
| publiczne        | 0,8                       |
| Razem            | 606,8                     |

| Rodzaj użytkowanych gruntów | Arabowie (hektary) | Żydzi [ha] |
| --------------------------- | ------------------ | ---------- |
| uprawy oliwek               | 188,4              | 0          |
| uprawy nawadniane           | 164,8              | 0          |
| uprawy zbóż                 | 334,8              | 0          |
| nieużytki                   | 103,6              | 0          |
| zabudowane                  | 3,6                | 0          |

## Historia
Miejsce to jest utożsamiane z lokalizacją biblijnego miasta Bet haEmek. W okresie panowania rzymskiego miasto nazywało się Kefar Amka, a w czasach krzyżowców nazywano je Amca. W 1596 we wsi mieszkało 215 mieszkańców, którzy płacili podatki z upraw pszenicy, jęczmienia, oliwek, bawełny, owoców, hodowli kóz i uli.
W okresie panowania Brytyjczyków al-Amka była dużą wsią. We wsi znajdował się jeden meczet i szkoła podstawowa dla chłopców.
Decyzją rezolucji Zgromadzenia Ogólnego ONZ nr 181 z 29 listopada 1947, wieś al-Amka miała znajdować się w państwie arabskim w Palestynie. Podczas wojny domowej w Mandacie Palestyny we wsi stacjonowały arabskie milicje, które paraliżowały żydowską komunikację w całym rejonie. Podczas I wojny izraelsko-arabskiej izraelska armia przeprowadziła operację „Dekel”. Na samym jej początku, w nocy z 9 na 10 lipca 1948 wieś zajęły przeważające siły izraelskie. Większość mieszkańców uciekła wówczas do sąsiednich arabskich wiosek, natomiast domy wyburzono.

## Miejsce obecnie
Na terenie wioski al-Amki powstał w 1949 moszaw Amka.
Palestyński historyk Walid Chalidi, tak opisał pozostałości wioski al-Amki: „Teren jest porośnięty dzikimi trawami. Istnieją jedynie meczet i szkoła. Meczet jest murowaną budowlą zwieńczoną kopułą. Szkoła podstawowa posiada dwuspadowy dach. Do jej budynku Izraelczycy dobudowali nowe przybudówki, które są teraz wykorzystywane jako magazyn”.